# Леваневский, Александр Александрович
Алекса́ндр Алекса́ндрович Леване́вский (1842—1921) — русский генерал, начальник артиллерии Финляндского и Петербургского военных округов, генерал от артиллерии.

## Биография
Леваневский родился 8 ноября 1842 года в дворянской семье и был сыном полковника Александра Юрьевича Леваневского. Получив образование во 2-м кадетском корпусе, 13 июня 1862 года поступил на военную службу в артиллерию с чином подпоручика. 1 июня 1863 года произведён в поручики, в 1864 году окончил Михайловскую артиллерийскую академию по 1-му разряду, 29 августа 1867 года получил чин штабс-капитана.
2 января 1871 года Леваневский был назначен заведующим практическими занятиями Кронштадтской крепостной артиллерии и в том же году (28 марта) за отличие был произведён в капитаны. Получив 28 января 1875 года чин подполковника, 14 марта 1875 года назначен помощником командира Кронштадтской крепостной артиллерии, 30 августа 1878 года за отличие произведён в полковники, 21 июля 1883 года переведён на ту же должность в Выборгскую крепостную артиллерию. С 7 февраля 1886 года по 15 апреля 1887 года явлляся заведующим складами артиллерийского имущества в управлениях Михайловском и Поти.
16 апреля 1887 года Леваневский был назначен командиром Керченской крепостной артиллерии и 30 августа следующего года произведён в генерал-майоры. С 11 января 1895 года занимал должность помощника начальника артиллерии Одесского военного округа, а 21 апреля 1899 года одновременно с производством в чин генерал-лейтенанта был назначен начальником артиллерии Финляндского военного округа.
30 сентября 1904 года назначен начальником артиллерии Петербургского военного округа, и с этой должности 3 декабря 1905 года уволен от службы с производством в генералы от артиллерии, с мундиром и пенсией.
Последние годы жизни Леваневский провёл в Финляндии и 10 декабря 1921 года скончался в Хельсинки на 80-м году жизни.

## Награды
За свою службу Леваневский был награждён многими орденами, в их числе:
- Орден Святого Станислава 3-й степени (1867 год)
- Орден Святой Анны 3-й степени (1869 год)
- Орден Святого Станислава 2-й степени (1873 год)
- Орден Святого Владимира 4-й степени (1881 год)
- Орден Святой Анны 2-й степени (1884 год)
- Орден Святого Владимира 3-й степени (1887 год)
- Орден Святого Станислава 1-й степени (30 августа 1892 года)
- Орден Святой Анны 1-й степени (14 мая 1896 года)
- Орден Святого Владимира 2-й степени (6 декабря 1903 года)